# Virgilio Pante
Virgilio Pante IMC (* 16. März 1946 in Lamon) ist ein italienischer Ordensgeistlicher und emeritierter römisch-katholischer Bischof von Maralal in Kenia. 

## Leben
Virgilio Pante trat der Ordensgemeinschaft der Consolata-Missionare bei und empfing am 26. Dezember 1970 die Priesterweihe.
Papst Johannes Paul II. ernannte ihn am 15. Juni 2001 zum Bischof von Maralal. Der Kardinalpräfekt der Kongregation für die Evangelisierung der Völker, Jozef Kardinal Tomko, spendete ihm am 6. Oktober desselben Jahres die Bischofsweihe; Mitkonsekratoren waren John Njenga, Erzbischof von Mombasa, und Ambrogio Ravasi IMC, Bischof von Marsabit.

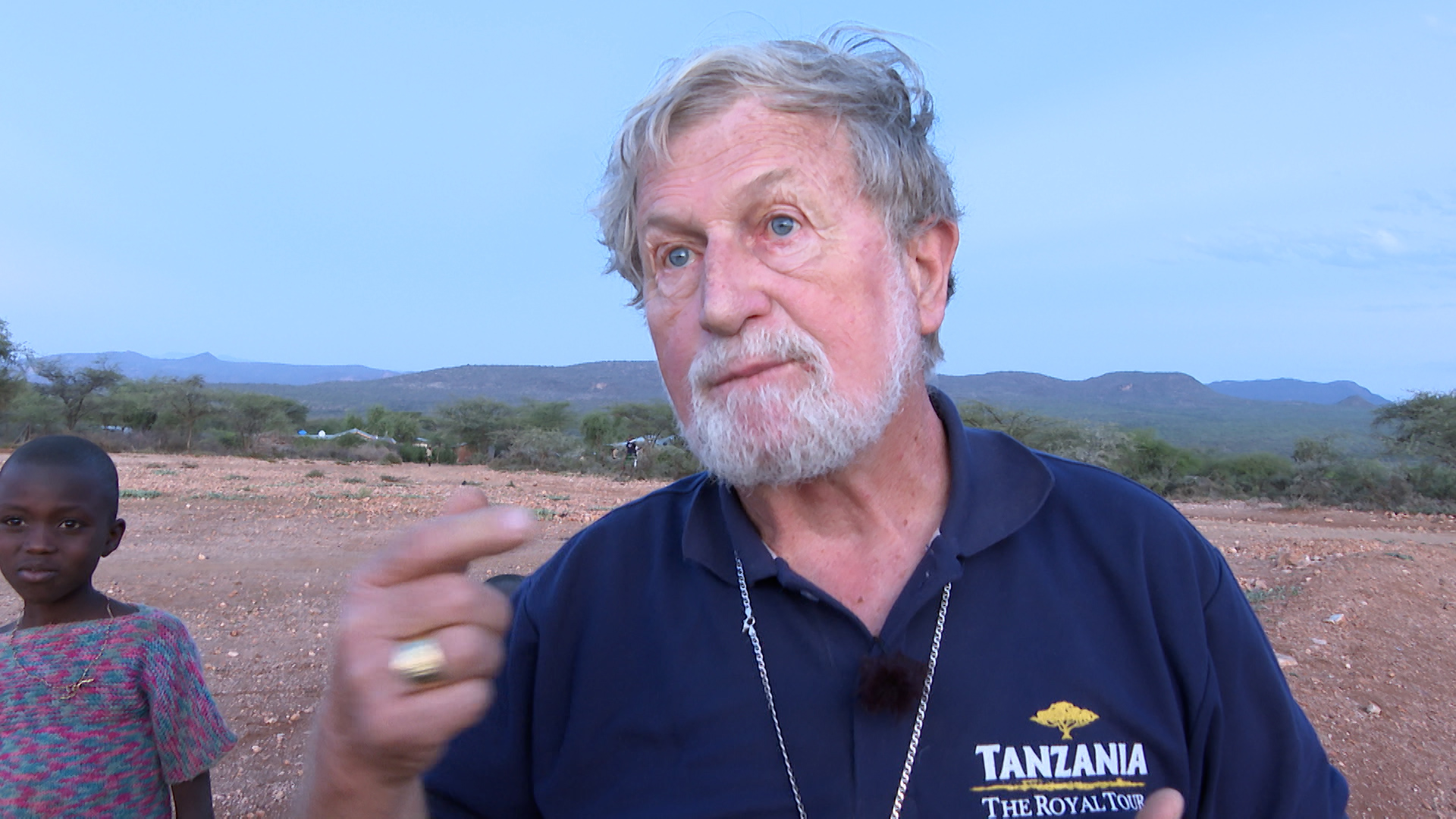
Virgilio Pante bei einem Besuch in Barsaloi (Samburu County), Kenia

Am 20. Juli 2022 nahm Papst Franziskus das von Virgilio Pante aus Altersgründen vorgebrachte Rücktrittsgesuch an.